# James Hamilton, VI duca di Hamilton
James Douglas-Hamilton, VI duca di Hamilton (10 luglio 1724 – 17 gennaio 1758), è stato un nobile scozzese, pari di Scozia, appartenente alla famiglia Hamilton.

## Biografia

### Infanzia ed educazione
James Hamilton era il figlio di James Hamilton, V duca di Hamilton e di lady Anne Cochrane, figlia di John Cochrane, IV conte di Dundonald; fu conosciuto con il titolo di cortesia di Marchese di Clydesdale dalla nascita alla morte del padre. Studiò al Winchester College dal 1734 al 1740 e si laureò presso la sede accademica di St Mary Hall, ad Oxford nel 1743.

### Duca di Hamilton
Il 2 marzo 1743, successe al padre nel titolo di Duca di Hamilton, in seguito alla morte di quest'ultimo.
Il Duca di Hamilton fu un membro della locale Loggia massonica (Hamilton Kilwinning No.7).

### Matrimonio

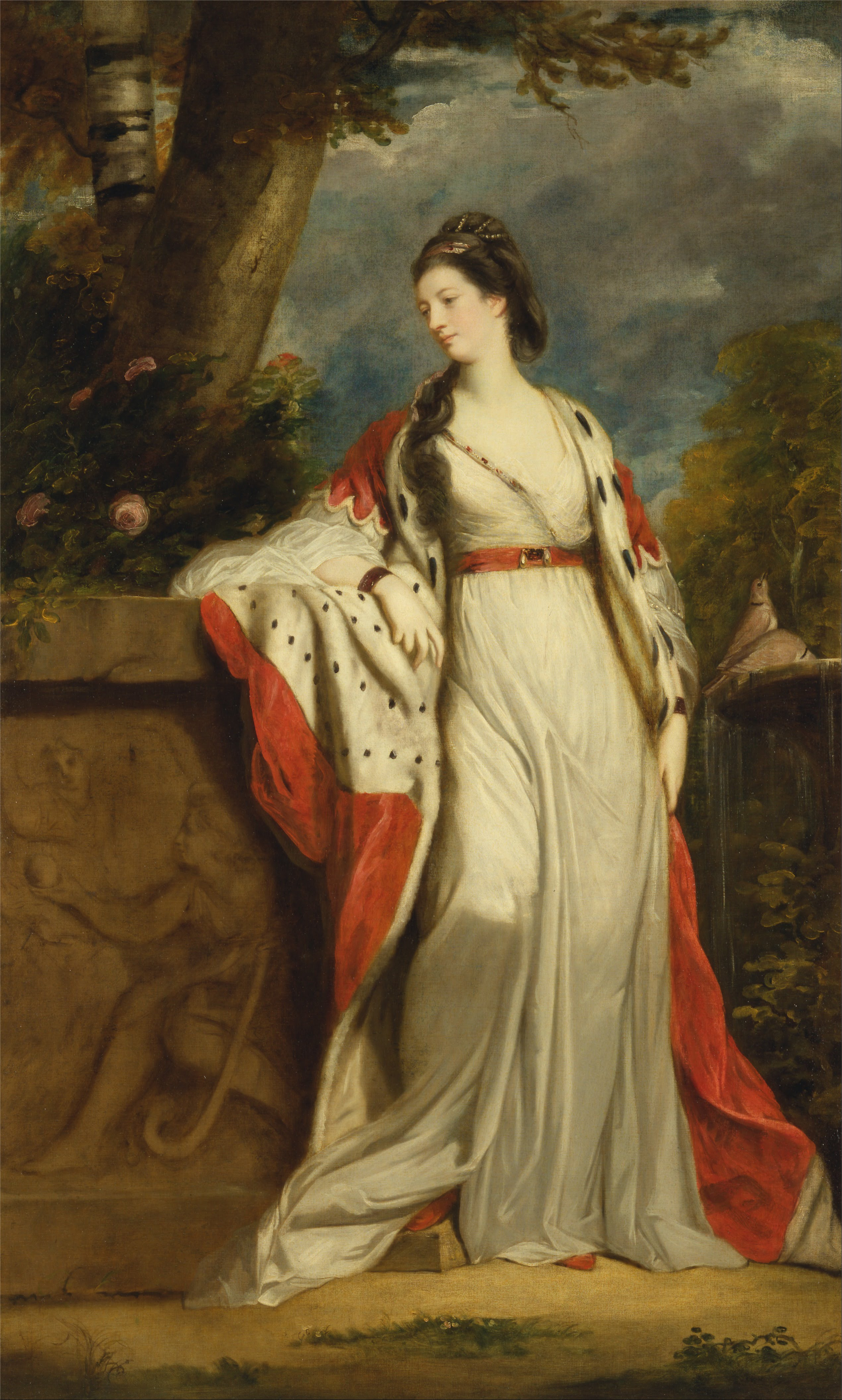
Elizabeth Gunning, duchessa di Hamilton e Argyll, ritratta da Sir Joshua Reynolds, nel 1760

Il 14 febbraio 1752 Hamilton incontrò Elizabeth Gunning presso la Bedford House di Londra. In accordo con Robert Walpole, il Duca decise di sposare Elizabeth quella notte stessa. Venne chiamato un sacerdote che però rifiutò di sposarli regolarmente, senza gli anelli e la pubblicazione di matrimonio. I due si unirono comunque in matrimonio con una cerimonia non regolare ed ebbero tre figli.

### Morte
James, duca di Hamilton, morì il 17 gennaio 1758, a soli trentatré anni, nell'Oxfordshire.

## Discendenza
Dal matrimonio tra Hamilton ed Elizabeth Gunning nacquero:
- Lady Elizabeth Hamilton (1753–1797), sposata al dodicesimo conte di Derby
- James Hamilton, VII duca di Hamilton (1755–1769)
- Douglas Hamilton, VIII duca di Hamilton (1756–1799)

## Ascendenza
|                                         |                                          |                                            | Genitori                                          |  |  | Nonni |  |  | Bisnonni                               |  |  | Trisnonni                                  |  |
|                                         |                                          |                                            |                                                   |  |  |       |  |  | 8. William Douglas, I conte di Selkirk |  |  | 16. William Douglas, I marchese di Douglas |  |
|                                         |                                          |                                            |                                                   |  |  |       |  |  | 8. William Douglas, I conte di Selkirk |  |  | 16. William Douglas, I marchese di Douglas |  |
|                                         |                                          | 17. lady Mary Gordon                       |                                                   |  |  |       |  |  | 8. William Douglas, I conte di Selkirk |  |  |                                            |  |
| 4. James Hamilton, IV duca di Hamilton  |                                          |                                            |                                                   |  |  |       |  |  | 8. William Douglas, I conte di Selkirk |  |  |                                            |  |
|                                         |                                          | 9. Anne Hamilton, III duchessa di Hamilton | 18. James Hamilton, I duca di Hamilton            |  |  |       |  |  |                                        |  |  |                                            |  |
|                                         |                                          | 9. Anne Hamilton, III duchessa di Hamilton | 18. James Hamilton, I duca di Hamilton            |  |  |       |  |  |                                        |  |  |                                            |  |
|                                         |                                          | 9. Anne Hamilton, III duchessa di Hamilton | 19. lady Margaret Feilding                        |  |  |       |  |  |                                        |  |  |                                            |  |
| 2. James Hamilton, V duca di Hamilton   |                                          | 9. Anne Hamilton, III duchessa di Hamilton |                                                   |  |  |       |  |  |                                        |  |  |                                            |  |
|                                         |                                          | 10. Digby Gerard, V barone Gerard          | 20. Charles Gerard, IV barone Gerard              |  |  |       |  |  |                                        |  |  |                                            |  |
|                                         |                                          | 10. Digby Gerard, V barone Gerard          | 20. Charles Gerard, IV barone Gerard              |  |  |       |  |  |                                        |  |  |                                            |  |
|                                         |                                          | 10. Digby Gerard, V barone Gerard          | 21. Jane Digby                                    |  |  |       |  |  |                                        |  |  |                                            |  |
| 5. hon. Elizabeth Gerard                |                                          | 10. Digby Gerard, V barone Gerard          |                                                   |  |  |       |  |  |                                        |  |  |                                            |  |
|                                         |                                          | 11. lady Elizabeth Gerard                  | 22. Charles Gerard, I conte di Macclesfield       |  |  |       |  |  |                                        |  |  |                                            |  |
|                                         |                                          | 11. lady Elizabeth Gerard                  | 22. Charles Gerard, I conte di Macclesfield       |  |  |       |  |  |                                        |  |  |                                            |  |
|                                         |                                          | 11. lady Elizabeth Gerard                  | 23. Jeanne de Civelle                             |  |  |       |  |  |                                        |  |  |                                            |  |
| 1. James Hamilton, VI duca di Hamilton  |                                          | 11. lady Elizabeth Gerard                  |                                                   |  |  |       |  |  |                                        |  |  |                                            |  |
|                                         | 12. John Cochrane, II conte di Dundonald | 24. William Cochrane, lord Cochrane        |                                                   |  |  |       |  |  |                                        |  |  |                                            |  |
|                                         | 12. John Cochrane, II conte di Dundonald | 24. William Cochrane, lord Cochrane        |                                                   |  |  |       |  |  |                                        |  |  |                                            |  |
|                                         | 12. John Cochrane, II conte di Dundonald | 25. lady Catherine Kennedy                 |                                                   |  |  |       |  |  |                                        |  |  |                                            |  |
| 6. John Cochrane, IV conte di Dundonald | 12. John Cochrane, II conte di Dundonald |                                            |                                                   |  |  |       |  |  |                                        |  |  |                                            |  |
|                                         |                                          | 13. lady Susanna Hamilton                  | 26. William Douglas, I conte di Selkirk (= 8)     |  |  |       |  |  |                                        |  |  |                                            |  |
|                                         |                                          | 13. lady Susanna Hamilton                  | 26. William Douglas, I conte di Selkirk (= 8)     |  |  |       |  |  |                                        |  |  |                                            |  |
|                                         |                                          | 13. lady Susanna Hamilton                  | 27. Anne Hamilton, III duchessa di Hamilton (= 9) |  |  |       |  |  |                                        |  |  |                                            |  |
| 3. lady Anne Cochrane                   |                                          | 13. lady Susanna Hamilton                  |                                                   |  |  |       |  |  |                                        |  |  |                                            |  |
|                                         |                                          | 14. Charles Murray, I conte di Dunmore     | 28. John Murray, I marchese di Atholl             |  |  |       |  |  |                                        |  |  |                                            |  |
|                                         |                                          | 14. Charles Murray, I conte di Dunmore     | 28. John Murray, I marchese di Atholl             |  |  |       |  |  |                                        |  |  |                                            |  |
|                                         |                                          | 14. Charles Murray, I conte di Dunmore     | 29. lady Amelia Stanley                           |  |  |       |  |  |                                        |  |  |                                            |  |
| 7. lady Anne Murray                     |                                          | 14. Charles Murray, I conte di Dunmore     |                                                   |  |  |       |  |  |                                        |  |  |                                            |  |
|                                         |                                          | 15. Catherine Watts                        | 30. Richard Watts                                 |  |  |       |  |  |                                        |  |  |                                            |  |
|                                         |                                          | 15. Catherine Watts                        | 30. Richard Watts                                 |  |  |       |  |  |                                        |  |  |                                            |  |
|                                         |                                          | 15. Catherine Watts                        | 31. Catherine Werden                              |  |  |       |  |  |                                        |  |  |                                            |  |
|                                         |                                          | 15. Catherine Watts                        |                                                   |  |  |       |  |  |                                        |  |  |                                            |  |